# Monte Vista
Monte Vista é uma cidade localizada no estado americano do Colorado, no Condado de Rio Grande.

## Demografia
Segundo o censo americano de 2000, a sua população era de 4529 habitantes.
Em 2006, foi estimada uma população de 4159, um decréscimo de 370 (-8.2%).

## Geografia
De acordo com o United States Census Bureau tem uma área de
5,0 km², dos quais 4,9 km² cobertos por terra e 0,1 km² cobertos por água. Monte Vista localiza-se a aproximadamente 2339 m acima do nível do mar.

## Localidades na vizinhança
O diagrama seguinte representa as localidades num raio de 40 km ao redor de Monte Vista.